# Joaquín Calomarde Gramage
Joaquín Calomarde Gramage   (València, 30 de novembre de 1956 - València, 20 de març de 2019) fou un polític valencià.
Llicenciat en Filosofia i Ciències de l'Educació i catedràtic de Batxillerat, desenvolupà diverses tasques de responsabilitat sota les sigles del Partit Popular on milità fins al 2007. Calomarde fou diputat a les Corts Valencianes (III Legislatura, 1991-1995), president del Consell Escolar Valencià, vicepresident del Consell Valencià de Cultura i diputat al Congrés dels Diputats a les eleccions de 2000 i 2004.
El 14 d'abril de 2007 va fer pública una carta al president del PP comunicant-li la seva baixa. Calomarde havia publicat un article d'opinió el 29 de març en el diari El País. El seu partit havia comunicat dies abans als seus membres que s'abstinguessin de participar en qualsevol mitjà de comunicació del grup PRISA fins que el seu president, Jesús de Polanco, es disculpés per unes declaracions que van considerar ofensives. El Partit Popular el va destituir del càrrec de portaveu adjunt del grup parlamentari en la comissió d'Educació. Posteriorment, Calomarde va criticar en un diari digital la falta de rigor del seu partit al parlar de terrorisme i va acusar Mariano Rajoy de tractar aquesta qüestió amb fins electorals. No va renunciar al seu escó i passà al grup mixt. En la votació de la reprovació de la ministra Magdalena Álvarez va unir el seu vot al del PSOE.
Posteriorment formà part del partit centrista Centre Democràtic Liberal.
Va escriure una novel·la titulada Testamento inútil entre d'altres escrits.